# Jenilee Harrison
Jenilee Harrison (Northridge, 12 juni 1958) is een Amerikaanse voormalige actrice die vooral bekend is van de populaire sitcom Three's Company en de primetime soapserie Dallas.

## Biografie
Jenilee Harrison werd geboren op 12 juni 1958 in een middenklassegezin in Northridge (Californië). Haar vader was een luchtvaartingenieur en haar moeder een wiskundelerares. Ze studeerde aan de University of Southern California (USC) waar ze in 1980 haar onderwijsdiploma behaalde. Aan de USC ontmoette ze acteercoach Joyce Selznick, die haar opleidde tot actrice.
Van 1978 tot 1980 was ze cheerleader voor de Los Angeles Rams. Haar eerste grote acteerrol was in de sitcom Three's Company als vervangster van Suzanne Somers. In 2002 verliet ze de showbizz om zich te wijden aan haar vastgoedinvesteringen, de zorg voor dieren en autoracen. In 2017 werd ze herenigd met enkele van de overlevende acteurs van Three's Company voor de viering van het 40-jarig jubileum van de tv-serie.
Begin jaren 80 had Harrison een relatie met Americanfootballspeler Dennis Harrah en honkbalspeler Reggie Jackson. In 1993 trouwde Harrison met Dr. Bruce Oppenheim, een chiropractor uit Los Angeles en de ex-man van actrice Cybill Shepherd met wie hij twee kinderen heeft: de tweeling Zachariah en Ariel. In 2022 gingen Oppenheim en Harrison uit elkaar.

## Carrière
Harrison was pas 21 toen ze de rol van Cindy kreeg in Three's Company nadat Suzanne Somers om een salarisverhoging had gevraagd en haar rol werd ingekort. Somers was echter nog steeds prominent aanwezig in de openingstitels terwijl Harrisons naam in de aftiteling verscheen als gastster, dus kijkers zagen haar als een tijdelijke vervanger. Het deed de populariteit van beide actrices geen goed. Somers werd uiteindelijk ontslagen en vervangen door Priscilla Barnes. Harrisons personage werd gedegradeerd tot een bijrol, wat de situatie ongemakkelijk maakte voor beide actrices. Na tweeënhalf seizoen verdween Harrison uit de serie omdat ze volgens de producenten te onervaren was. Deze periode in haar leven werd later gedramatiseerd in de televisiefilm Behind the Camera: The Unauthorized Story of Three's Company uit 2003. In de film wordt Harrison gespeeld door Liz Crawford.
Na Three's Company zette Harrison haar acteercarrière voort in de speelfilm Tank en de televisieserie Dallas, waar ze twee jaar lang Jamie Ewing Barnes speelde. Ze bleef gastrollen spelen op televisie, waar ze in 1988 herenigd werd met haar voormalige Three's Company-collega's Suzanne Somers en Don Knotts in She's the Sheriff. In 1992 trad ze op met een andere Three's Company-collega Richard Kline in het dinertheater voor het toneelstuk Shear Madness in Canada.